# ISO 3166-2:GY
ISO 3166-2:GY — стандарт Международной организации по стандартизации, который определяет геокоды. Является подмножеством стандарта ISO 3166-2, относящимся к Гайанe. Стандарт охватывает 10 регионов Гайаны. Каждый геокод состоит из двух частей: кода Alpha2 по стандарту ISO 3166-1 для Гайаны — GY и дополнительного кода, записанных через дефис. Дополнительный двухбуквенный код в образован созвучно: названию, аббревиатуре названия регионов. Геокоды регионов Гайаны являются подмножеством кодов домена верхнего уровня — GY, присвоенного Гайане в соответствии со стандартами ISO 3166-1.

## Геокоды Гайаны
Геокоды 10 регионов административно-территориального деления Гайаны.
| Геокод | Административная единица            | Статус |
| ------ | ----------------------------------- | ------ |
| GY-BA  | Барима-Ваини                        | регион |
| GY-PM  | Померун-Супенаам                    | регион |
| GY-ES  | Эссекуибо-Айлендс-Западный Демерара | регион |
| GY-DE  | Демерара-Махаиса                    | регион |
| GY-MA  | Махаиса-Бербайс                     | регион |
| GY-EB  | Восточный Бербайс-Корентин          | регион |
| GY-CU  | Куйуни-Мазаруни                     | регион |
| GY-PT  | Потаро-Сипаруни                     | регион |
| GY-UT  | Верхний Такуту-Верхний Эссекуибо    | регион |
| GY-UD  | Верхний Демерара-Бербайс            | регион |

## Геокоды пограничных Гайане государств
- Суринам — ISO 3166-2:SR (на востоке),
- Бразилия — ISO 3166-2:BR (на юге),
- Венесуэла — ISO 3166-2:VE (на западе).